# Эль Нади, Лотфия
Лотфия Эль Нади (араб. لطفية النادي‎; 29 октября 1907, Каир — 2002, там же) — египетская лётчица. Она была первой египтянкой, а также первой женщиной из арабского мира и Африки, получившей лицензию пилота.

## Ранние годы
Лотфия Эль Нади родилась 29 октября 1907 года в Каире в семье, относившейся к высшему классу Египта. Ожидалось, что после получения начального образования, она выйдет замуж, станет домохозяйкой и матерью. Её отец, работавший в правительственной типографии, Матбаа Амирия, не видел причин для того, чтобы Эль Нади получила среднее образование. Её мать, напротив, поощряла стремление дочери к образованию и учёбе в Американском колледже с его современной для того времени учебной программой и ориентацией на изучение языков.
Эль Нади как-то прочитала статью о лётной школе, только что открывшейся в Каире, и решила, что будет учиться в ней, несмотря на возражения отца. Сначала она обратилась к одному журналисту с просьбой помочь ей, но когда тот отказался, она связалась непосредственно с директором EgyptAir Камалю Эльви с просьбой о содействии, который согласился помочь. Поскольку Эль Нади не имела возможности оплачивать уроки пилотирования, она работала секретарём и телефонисткой в лётной школе.

## Карьера пилота
Сказав отцу, что она посещает раз в две недели учебную группу, Эль Нади вместо этого брала лётные уроки вместе с 33 мужчинами. Когда 27 сентября 1933 года Эль Нади получила лицензию пилота, она стала первой африканской и арабской женщиной-пилотом в мире, потратив на обучение всего 67 дней. Сначала её отец рассердился, узнав об этом, но, увидев восторженные отзывы о дочери в прессе, смягчился, даже позволив ей взять его с собой в полёт над пирамидами Гизы. История её успеха попала в заголовки газет по всему миру.

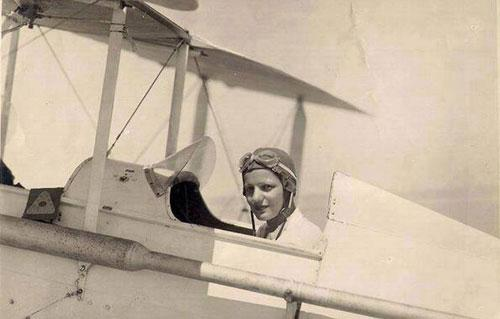
Лотфия Эль Нади в самолёте, 1933 год.

19 декабря 1933 года Эль Нади участвовал в международной авиагонке между Каиром и Александрией. Летя со средней скоростью в 160 км в час, она привела свой одномоторный самолёт к финишу раньше всех остальных соперников. Эль Нади получила приз в 200 египетских фунтов, с победой её поздравил король Египта Фуад. Худа Шаарави, наиболее влиятельная египетская феминистка, отправила ей приветственное письмо, а затем провела сбор средств, чтобы купить Эль Нади её собственный самолёт. Эль Нади работала генеральным секретарём Египетского авиационного клуба и летала ещё около пяти лет, прежде чем получила травму в результате несчастного случая, повредившего ей позвоночник.
Следуя примеру Эль Нади, в течение примерно десяти лет другие египтянки проходили лётную подготовку и становились пилотами. С началом Второй мировой войны больше ни одна женщина не обучалась на пилота, пока Дина-Кароль Эль Сави не стала пилотом EgyptAir.

## Поздние годы
После авиакатастрофы Эль Нади отправилась на лечение в Швейцарию, где осталась и прожила много лет. В 1989 году её пригласили обратно в Каир для участия в 54-й годовщине появления гражданской авиации в стране, на которой она получила орден «За заслуги» Египетской организации аэрокосмического образования. В 1996 году был снят документальный фильм «Взлёты с песка», рассказывающий историю Эль Нади. В 80 лет она переехала в Торонто (Канада), где жила со своим племянником и его семьёй в течение нескольких лет, прежде чем снова вернулась в Каир. Эль Нади так и не вышла замуж и умерла в Каире в 2002 году.

## Память
В 2014 года Google посвятил Эль Нади тематический рисунок, приуроченный к 107-й годовщине её рождения, а в 2017 году аналогичный рисунок был приурочен к Международному женскому дню.